# Daniele Baselli
Pour les articles homonymes, voir Baselli.
Daniele Baselli (né le 12 mars 1992 à Manerbio en Lombardie) est un footballeur international  italien, qui évolue au poste de milieu de terrain.
Doté d'une bonne technique individuelle et d'une bonne vision du jeu lui permettant de délivrer des passes importantes à ses coéquipiers, il joue actuellement avec le Côme 1907 en Serie A.

## Biographie

### Carrière en club
Né près de Brescia, Baselli entre au centre de formation du grand club de sa région natale, l'Atalanta Bergame, à l'âge de 9 ans. Il fait ses classes au sein de la Primavera.
En juillet 2011, il rejoint le club de Serie B de l'AS Cittadella en copropriété, avec qui il fait ses débuts en professionnel. Il joue le premier match de sa carrière le 13 août 2011 en Coppa Italia lors d'un match contre Pise, puis son premier match en Serie B le 27 août contre AlbinoLeffe. Il inscrit le premier but de sa carrière le 18 mai 2013 lors d'un succès 1-0 contre Ascoli.
Le 20 juin 2013, Baselli retourne à l'Atalanta après un arrangement avec Cittadella, lui ayant racheté la moitié de ses droits.

### Carrière internationale
Il est convoqué pour la première fois en équipe d'Italie par le sélectionneur national Gian Piero Ventura, pour un match amical contre Saint-Marin le 31 mai 2017. La rencontre se solde par une victoire 8-0.

## Statistiques
| Saison                | Club                  | Championnat           | Championnat | Championnat | Coupe(s) nationale(s) | Coupe(s) nationale(s) | Compétition(s) continentale(s) | Compétition(s) continentale(s) | Compétition(s) continentale(s) | Total | Total |
| Saison                | Club                  | Division              | M.          | B.          | M.                    | B.                    | Comp.                          | M.                             | B.                             | M.    | B.    |
| 2011-2012             | AS Cittadella         | Serie B               | 13          | 0           | 1                     | 0                     | -                              | -                              | -                              | 14    | 0     |
| 2012-2013             | AS Cittadella         | Serie B               | 37          | 1           | 2                     | 0                     | -                              | -                              | -                              | 39    | 1     |
| Sous-total            | Sous-total            | Sous-total            | 50          | 1           | 3                     | 0                     | -                              | -                              | -                              | 53    | 1     |
| 2013-2014             | Atalanta Bergame      | Serie A               | 28          | 0           | 3                     | 0                     | -                              | -                              | -                              | 31    | 0     |
| 2014-2015             | Atalanta Bergame      | Serie A               | 22          | 2           | 2                     | 0                     | -                              | -                              | -                              | 24    | 2     |
| Sous-total            | Sous-total            | Sous-total            | 50          | 2           | 5                     | 0                     | -                              | -                              | -                              | 55    | 2     |
| 2015-2016             | Torino FC             | Serie A               | 34          | 4           | 3                     | 1                     | -                              | -                              | -                              | 37    | 5     |
| 2016-2017             | Torino FC             | Serie A               | 37          | 6           | 2                     | 0                     | -                              | -                              | -                              | 39    | 6     |
| 2017-2018             | Torino FC             | Serie A               | 32          | 4           | 2                     | 0                     | -                              | -                              | -                              | 34    | 4     |
| 2018-2019             | Torino FC             | Serie A               | 34          | 4           | 3                     | 1                     | -                              | -                              | -                              | 37    | 5     |
| Sous-total            | Sous-total            | Sous-total            | 137         | 18          | 10                    | 2                     | -                              | -                              | -                              | 147   | 20    |
| Total sur la carrière | Total sur la carrière | Total sur la carrière | 237         | 21          | 17                    | 2                     | -                              | -                              | -                              | 254   | 23    |